# Marco Licínio Crasso (cônsul em 30 a.C.)
Marco Licínio Crasso (em latim: Marcus Licinius Crassus) foi um político gente Licínia da República Romana nomeado cônsul em 30 a.C. com Otaviano. Era filho do questor em 54 a.C., Marco Licínio Crasso, com Cecília Metela Crética e pai de Marco Licínio Crasso Frugiano, cônsul em 14 a.C..

## Carreira

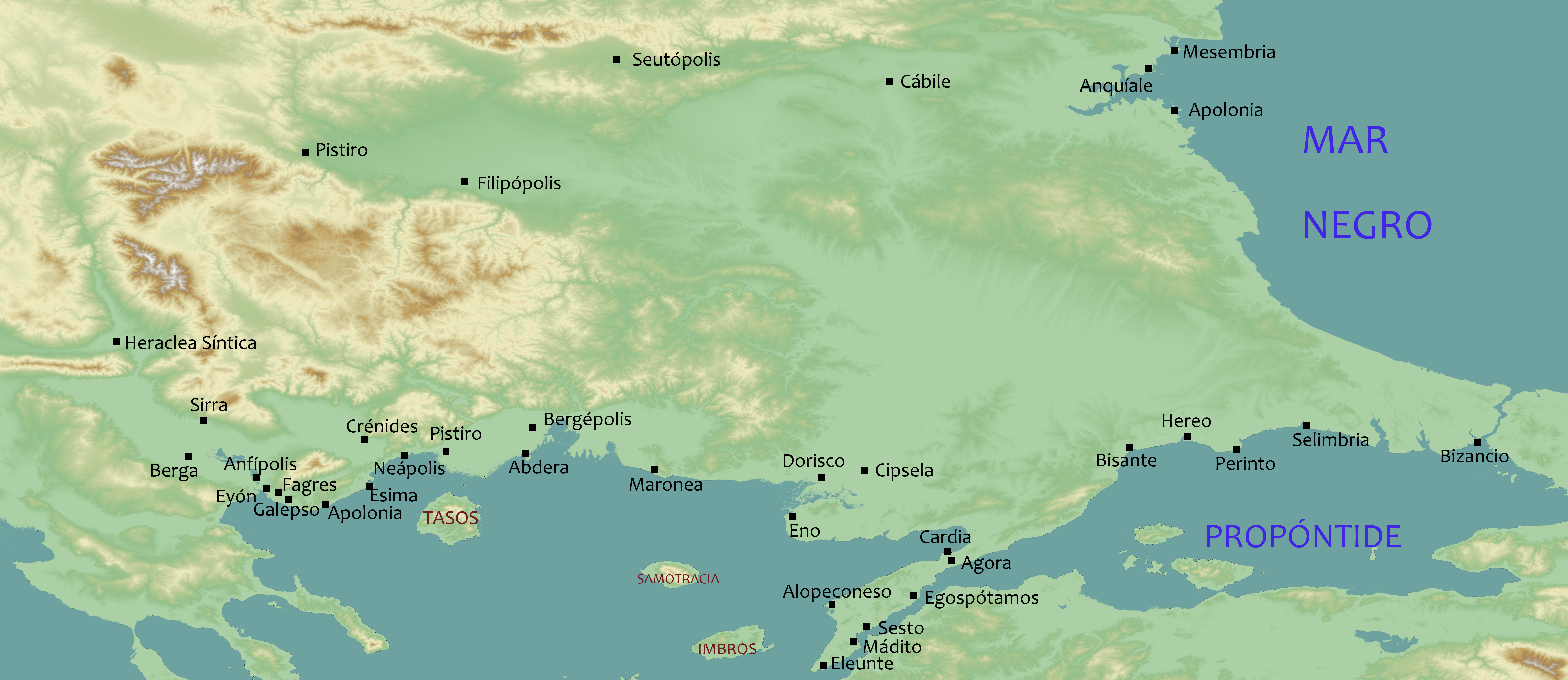
Colônias gregas na Trácia, onde atuou Crasso no auge de sua carreira.

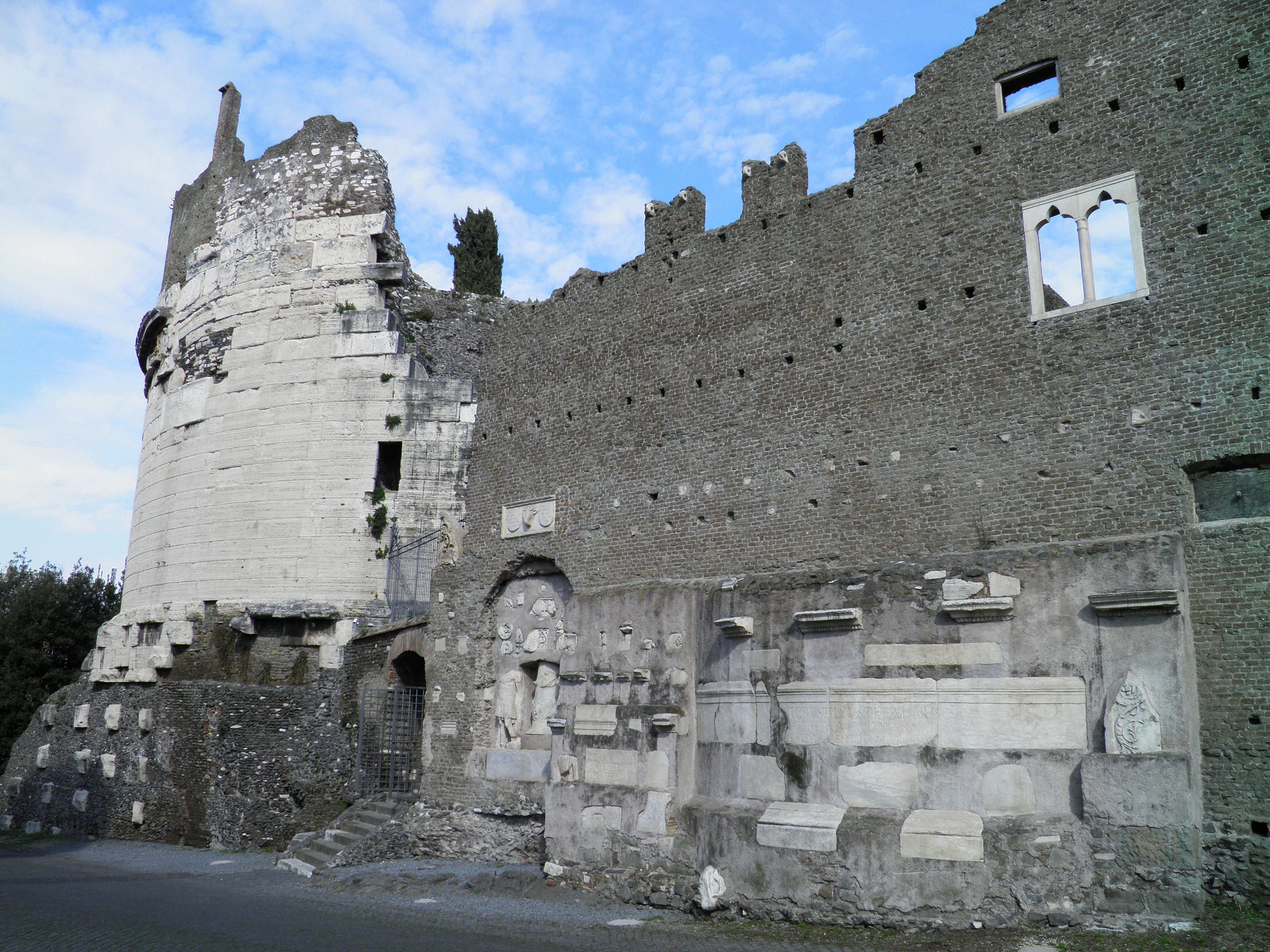
Mausoléu de Cecília Metela, túmulo de Cecília Metela Crética, mãe de Crético, ainda hoje preservado à beira da Via Ápia, perto de Roma.

Crasso lutou primeiro sob o comando do último rebelde republicano a se render ao Segundo Triunvirato, Sexto Pompeu, que governava a Sicília. Depois do Pacto de Miseno, muitos senadores republicanos que haviam se refugiado na Sicília receberam permissão para voltar para Roma, entre eles Marco Licínio. Posteriormente, aliou-se a Marco Antônio. Em 37 a.C., como serviu como governador de Creta e Cirenaica e, possivelmente, também da Bitínia dois anos depois.
Pouco depois, Crasso desertou para a facção de Otaviano e foi eleito áugure em 31 a.C.. Otaviano o nomeou como colega para o consulado em 30 a.C., apesar de Crasso jamais ter sido pretor, uma magistratura que tradicionalmente era considerada como requisito para o consulado, uma demonstração da rápida deterioração dos costumes republicanos. Seu mandato encerrou em 30 de junho, quando Crasso foi substituído pelo cônsul sufecto Caio Antíscio Veto, como era o costume da época.
Em 29 a.C., recebeu a Macedônia como província proconsular. Realizou sua primeira campanha contra os bastarnos, uma tribo de etnia cita que havia cruzado o Danúbio Inferior e conquistado a Mésia depois de submenter os tribálios e dardânios. Depois de cruzarem o rio Hemo, eles passaram a ameaçar o Reino Odrísio, um aliado de Roma na região da Trácia, especialmente a tribo dos denteletos. Crasso, temendo que os bastarnos invadissem a Macedônia, partiu provavelmente de Heracleia Síntica, seguiu o curso do rio Estrimão e expulsou os bastarnos de Sérdica, a capital dos denteletos, quase sem luta.
Em seguida, perseguindo os bastarnos, avançou na direção dos mésios, invadindo seu território e conquistando sua principal fortaleza. Os bastarnos finalmente resolveram lutar em uma batalha campal na confluência do rio Cedro com o Danúbio, perto de Raciária, uma batalha que se encerrou com Crasso matando o rei Deldona em combate singular. Logo depois, Crasso se aliou a Roles, o rei dos getas, e submeteu definitivamente os mésios. Segundo a tradição romana, Crasso teria direito à raríssima honra da spolia opima, mas Otaviano negou-lhe o privilégio alegando que ele não era o comandante supremos das forças romanas, mas apenas um legado seu. Apesar disto, Otaviano permitiu-lhe a honra de uma aclamação imperial e o Senado lhe concedeu a honra de um triunfo quando voltou a Roma, em 27 de julho de 27 a.C..
Em 28 a.C., Crasso se voltou contra os trácios, que hostilizaram suas forças em sua marcha de volta à Mésia no ano anterior. Assim, deu início a uma segunda campanha, na qual submeteu os medos, os serdos e os besos, mas deixou em paz o Reino Odrísio, que havia demostrado sua lealdade aos romanos. Ele conseguiu, finalmente, derrotar algumas tribos geto-dácias e conquistou a fortaleza de Genucla, na moderna Dobruja. No caminho de volta, dividiu seu exército em duas colunas: a primeira atacou os tribálios, cuja capital era, provavelmente, a cidade de Oesco, e a segunda, comandada pelo próprio Crasso, conseguiu vencer os artácios, outra tribo mésia. No final deste segundo ano de campanha, as tribos da Trácia, ainda independentes, tornaram-se clientes de Roma.
Depois de seu triunfo, em 27 a.C., Crasso desapareceu do registro histórico. É possível que Crasso tenha sido o último romano fora da família imperial a receber a honra de um tiunfo, mas as fontes não são inteiramente claras sobre este triunfo de Crasso que, na prática, recebeu a única honra que seu avô não conseguiu.

## Família
Crasso era o filho mais novo de Marco Licínio Crasso com, possivelmente, Cecília Metela Crética, filha do cônsul Quinto Cecílio Metelo Crético, cônsul em 69 a.C.. O túmulo de sua mãe, conhecido como Mausoléu de Cecília Metela, ainda hoje é visível à beira da Via Ápia, perto de Roma.
Seu pai foi questor, em 54 a.C., de Júlio César e era, possivelmente, o filho mais velho do casamento entre o triúnviro Marco Licínio Crasso com Tértula. Aparentemente não teve filhos sobreviventes a ele próprio e Crasso adotou o futuro cônsul em 14 a.C., Marco Licínio Crasso Frugiano, que era originalmente da família dos Calpúrnios Pisões.